# 里弗維尤 (特拉華州蘇塞克斯縣)
里弗維尤（英語：Riverview）是位於美國特拉華州蘇塞克斯縣的一個非建制地區。該地的面積和人口皆未知。

## 地理
里弗維尤的座標為38°34′57″N 75°16′29″W / 38.58250°N 75.27472°W，而該地的平均海拔高度為6米（即20英尺）。